# Хоменко Олег Сергійович
Олег Сергійович Хоменко (позивний «Апіс»; нар. 24 жовтня 1972) — український військовослужбовець, підполковник Національної гвардії України, Герой України (2022). Учасник російсько-української війни з 2014 року, боїв за Маріуполь та боїв за комбінат «Азовсталь». Герой України (2022).

## Життєпис
Народився 24 жовтня 1972 року, жив у Красному Лучі (нині Хрустальний). Учасник Революції гідності.
Здобув юридичну освіту у Донбаському державному технічному університеті, пройшов строкову військову службу, до 1999 року працював у карному розшуку, потім став приватним підприємцем.
Брав участь у подіях Революції Гідності у Києві та Луганьску.
2014 року долучився добровольцем для захисту України в складі Бригади НГУ «Азов».
Під час повномасштабного російського вторгнення, був командиром комендантської роти, керував підрозділом під час оборони «Азовсталі». Займався виводом цивільних під час боїв за «Азовсталь». Знаходився у полоні в Оленівці та в Лефортівській в'язниці.
21 вересня 2022 року визволений з російського полону при обміні військовополоненими. Інтернований до Туреччини разом із Денисом Прокопенком, Святославом Паламаром, Сергієм Волинським та Денисом Шлегою.
8 липня 2023 року повернений на територію України. 
Станом на кінець 2024 року - підполковник, заступник командира бригади НГУ «Азов» зі служби. 
З травня 2025 року - підполковник, заступник командира 1-го корпусу Національної гвардії Україні «Азов» зі Служби безпеки корпуса.

## Нагороди
- звання «Герой України» з врученням ордена «Золота Зірка» (1 жовтня 2022) — за особисту мужність і героїзм, виявлені у захисті державного суверенітету та територіальної цілісності України, самовіддане служіння Українському народові, вірність військовій присязі[6][7];
- орден Данила Галицького (28 липня 2022) — за особисту мужність і самовіддані дії, виявлені у захисті державного суверенітету та територіальної цілісності України, вірність військовій присязі[8];
- медаль «За військову службу Україні» (13 березня 2019) — за особисту мужність, виявлену у захисті державного суверенітету та територіальної цілісності України, самовіддане служіння Українському народу[9].